# Gimnastyka na Letnich Igrzyskach Olimpijskich 1968 – wielobój drużynowy kobiet
Wielobój drużynowy kobiet – jedna z konkurencji rozgrywanych w ramach gimnastyki, podczas letnich igrzysk olimpijskich w 1968. Zawody przeprowadzone w ramach tejże konkurencji odbyły się w dniach 21-23 października. W skład tego wieloboju wchodziły konkurencje: ćwiczenia wolne, skok, poręcze, równoważnia. Na podstawie wyników uzyskanych przez gimnastyczki (z wyłączeniem etapów finałowych, uwzględniono noty pięciu najlepszych gimnastyczek w zespole) we wszystkich konkurencjach powstała klasyfikacja końcowa – wygrała ją reprezentacja ZSRR, druga pozycja przypadła reprezentacji Czechosłowacji, trzecią zaś zajęły gimnastyczki reprezentujące NRD.

## Wyniki
| Lp.  | Zawodniczki | Państwo           | Wyniki w poszczególnych konkurencjach | Wyniki w poszczególnych konkurencjach | Wyniki w poszczególnych konkurencjach | Wyniki w poszczególnych konkurencjach | Wynik końcowy |
| Lp.  | Zawodniczki | Państwo           | FE                                    | HV                                    | UB                                    | BB                                    | Wynik końcowy |
| ---- | --- | ----------------- | ------------------------------------- | ------------------------------------- | ------------------------------------- | ------------------------------------- | ------------- |
| 01 ! | Zinaida Woronina Natalja Kuczinska Łarisa Pietrik Olga Karasiowa Ludmiła Turiszczewa Lubow Burda                  | ZSRR              | 96,70                                 | 96,15                                 | 95,05                                 | 94,95                                 | 382,85        |
| 02 ! | Věra Čáslavská Bohumila Řimnáčová Miroslava Skleničková Marianna Krajčírová Hana Lišková Jana Kubičková-Posnerová | Czechosłowacja    | 95,70                                 | 96,55                                 | 95,45                                 | 94,50                                 | 382,20        |
| 03 ! | Erika Zuchold Karin Janz Maritta Bauerschmidt Ute Starke Marianne Noack Magdalena Schmidt                         | NRD               | 93,95                                 | 96,30                                 | 94,80                                 | 94,05                                 | 379,10        |
| 4.   | Kazue Hanyu Miyuki Matsuhisa Taniko Mitsukuri Chieko Oda Mitsuko Kandori Kayoko Hashiguchi                        | Japonia           | 94,00                                 | 94,50                                 | 93,50                                 | 93,45                                 | 375,45        |
| 5.   | Ágnes Bánfai Anikó Ducza-Jánosi Katalin Makray-Schmitt Márta Tolnai-Erdős Katalin Müller-Száll Ilona Békési       | Węgry             | 92,75                                 | 92,85                                 | 91,40                                 | 92,80                                 | 369,80        |
| 6.   | Cathy Rigby Linda Metheny Joyce Tanac Kathy Gleason Colleen Mulvihill Wendy Cluff                                 | Stany Zjednoczone | 91,75                                 | 91,70                                 | 92,50                                 | 93,80                                 | 369,75        |
| 7.   | Evelyne Letourneur Jacqueline Brisepierre Mireille Cayre Françoise Nourry Dominique Lauvard Nicole Bourdiau       | Francja           | 91,50                                 | 89,95                                 | 91,10                                 | 89,20                                 | 361,75        |
| 8.   | Marija Karaszka Wanja Marinowa Weseła Paszewa Neli Stojanowa Rajna Atanasowa                                      | Bułgaria          | 89,45                                 | 90,40                                 | 87,65                                 | 87,60                                 | 355,10        |
| 9.   | Angelika Kern Irmi Krauser Marlies Stegemann Petra Jebram Anna Stein Helga Matschkur                              | RFN               | 89,45                                 | 90,55                                 | 91,10                                 | 83,55                                 | 354,65        |
| 10.  | Łucja Ochmańska Wiesława Lech Barbara Zięba Grażyna Witkowska Halina Daniec Małgorzata Chojnacka                  | Polska            | 89,40                                 | 88,60                                 | 89,75                                 | 86,10                                 | 353,85        |
| 11.  | Jennifer Diachun Sandra Hartley Teresa McDonnell Marilynn Minaker Suzanne Cloutier                                | Kanada            | 87,70                                 | 87,75                                 | 83,20                                 | 84,75                                 | 343,40        |
| 12.  | Helga Braathen Jill Kvamme Torunn Isberg Wenche Sjong Unni Holmen Ann-Mari Hvaal                                  | Norwegia          | 85,60                                 | 86,75                                 | 80,85                                 | 84,95                                 | 338,15        |
| 13.  | Miriam Villacián Zulema Bregado Nancy Aldama Nereida Bauta Suzette Blanco Yolanda Vega                            | Kuba              | 86,75                                 | 81,00                                 | 80,30                                 | 84,80                                 | 332,85        |
| 14.  | Julieta Sáenz María Luisa Morales María Elena Ramírez Rosario Briones Laura Rivera Rosalinda Puente               | Meksyk            | 83,35                                 | 76,00                                 | 81,50                                 | 70,40                                 | 311,25        |